# آن هارييت هيوز
آن هارييت هيوز (بالإنجليزية: Ann Harriet Hughes)‏ (1852 في المملكة المتحدة - 25 أبريل 1910)؛ كاتِبة وشاعرة بريطانية-ويلزية.